# Hart & Hard
Hart & Hard is een muziekalbum van rapper Brainpower uit 2008. Het album bestaat uit twee cd's en zijn Brainpower's vierde en vijfde studioalbum.

## Hart
Hart is de naam van de eerste cd van het album. Op deze cd staan de emoties van het leven, voornamelijk de liefde, centraal. Deze cd bevat nummers met onder anderen TLM, Candy Dulfer, All Star Fresh en Hind.

### Tracklist
1. Hart
2. De Elementen
3. Wees Niet Bang (met Freek de Jonge)
4. Eigen Werk (met TLM)
5. Ode Aan Me Mamma
6. Je Kent 'T Wel (De Game)
7. Als jij er niet bent (met Hind)
8. Old Skool Eer (met All Star Fresh)
9. Mellow & Memorabel
10. Zonnestraal
11. Ik Praat Tegen Jou (met Lloyd de Meza)
12. Dingen
13. Zo Vader Zo Zoon (met Gert Mulder en Candy Dulfer)
14. Ziel Van De Cultuur

## Hard
Hard is de naam van de tweede cd van het album. Op deze cd staat de hardere kant van hiphop centraal. Brainpower komt op deze cd vooral met "battleraps", harde lyrics en beats met een zware baslijn. Op deze cd kom je dan ook meer nederhoppers tegen: onder anderen Dicecream, T-Slash, The Partysquad en Sjaak zijn op de cd terug te vinden.

### Tracklist
1. Roeping
2. Boks Ouwe
3. Weg
4. Rivi Op De Mic
5. Prestige
6. Spit '88
7. Drama In De Tent (met The Partysquad & Dicecream)
8. Drive
9. Boem
10. Kan De Kick Iets Harder (met Dicecream)
11. Vooruitzichtloos
12. Hey Hey (met Sjaak & T-Slash)
13. Zo Ben Ik
14. Hard (met Deams)